# دومينيك ماكمولان
دومينيك ماكمولان (بالإنجليزية: Dominic McMullan)‏ هو لاعب قذف بريطاني، ولد في 1962 في Loughguile ‏ في المملكة المتحدة.